# تپه حسینیه
تپه حسینیه مربوط به دوران‌های تاریخی پس از اسلام است و در شهرستان تفرش، بخش فراهان، روستای مخلص آباد واقع شده و این اثر در تاریخ ۱۹ مرداد ۱۳۸۴ با شمارهٔ ثبت ۱۲۸۵۰ به‌عنوان یکی از آثار ملی ایران به ثبت رسیده است.